# 슐리펜 계획

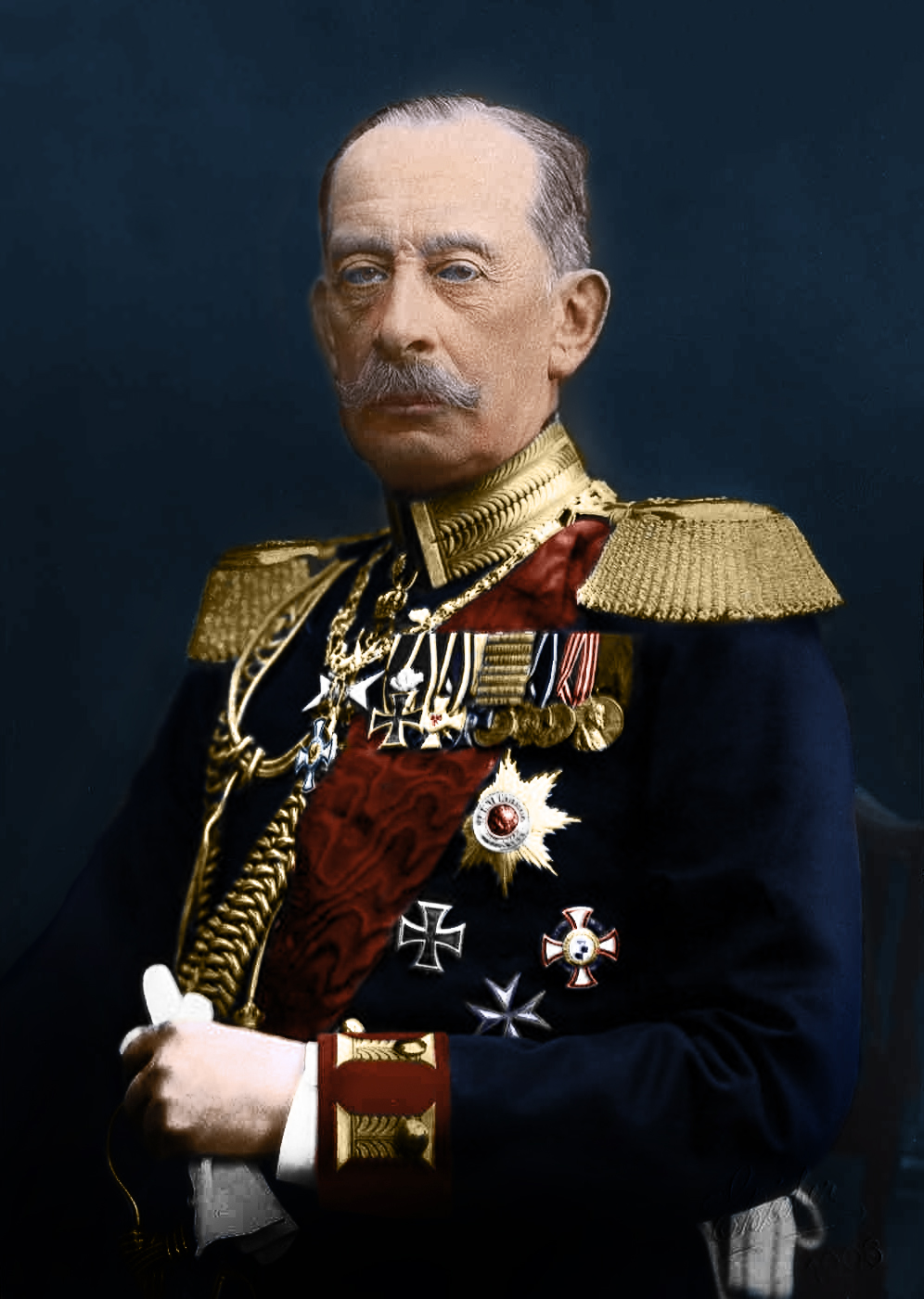
알프레트 폰 슐리펜 (1906)

슐리펜 계획(독일어: Schliffen-Plann)은 제1차 세계 대전 당시 알프레트 폰 슐리펜이 1905년 12월 작성한 독일 제국의 전쟁 계획이다. 프랑스의 강력한 방어선을 회피하기 위해 벨기에와 네덜란드를 통과하여 프랑스를 침공하는 것을 골자로 하는 계획으로, 훗날 제1차 세계 대전의 초반부 양상을 결정지은 것으로 알려져 있다. 이후 제2차 세계 대전의 프랑스 침공에도 상당한 영향을 준 것으로도 평가된다.

## 배경

### 카비네츠크리제(Kabinettskrige)
1815년 프랑스 혁명과 나폴레옹으로 인한 전쟁이 끝난 뒤, 유럽의 침략은 바깥으로 향했다. 유럽 대륙 안에서 일어나는 전쟁은 왕조의 통치자에게 충성하는 직업적 군대에 의해 수행되는 국지적인 분쟁인 카비네츠크리제(Kabinettskrige)가 거의 유일했다. 군사 전략가들은 나폴레옹 이후 상황의 특성에 맞는 계획을 세워서 적응했다. 19세기 후반, 군사 사상은 독일 통일 전쟁(1864-1871)의 경험에 완전히 지배된 채 있었는데 그러한 전쟁은 짧은 기간 수행되고 대규모의 전멸 전투로 결정되는 것이었다. 칼 폰 클라우제비츠 (1780–1831)는 Vom Kriege (전쟁론, 1832)에서 결정적인 전투란 정치적 결과를 가진 승리라고 정의했다.
니더워펑스 전략(나중에 베르니히퉁스 전략(파괴 전략)으로 불리기도 함)은 나폴레옹에 의해 뒤집힌 전쟁에 대한 느리고 신중한 접근을 대체했다. 독일 전략가들은 오스트리아-프로이센 전쟁(1866년 6월 14일 - 8월 23일)과 프랑스 제국군(1870년)에서 오스트리아가 패배한 것을 결정적인 승리 전략이 여전히 성공할 수 있다는 증거로 판단했다.

### 프루이센-프랑스 전쟁(Franco-Prussian War)

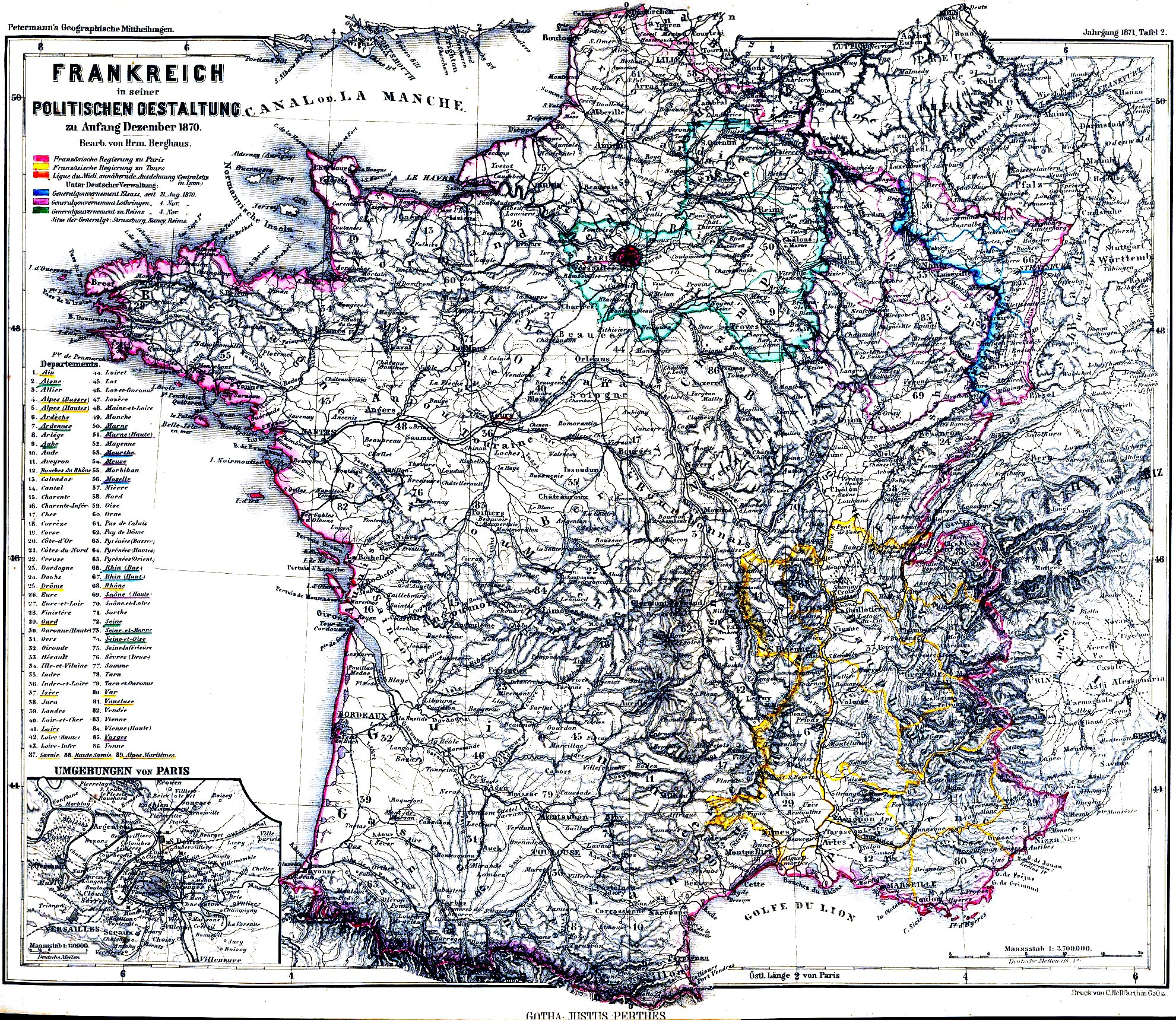
프루이센-프랑스 전쟁 간 프랑스 전역 지도

헬무트 폰 몰트케 장로 원수는 나폴레옹 3세(1808-1873)의 프랑스 제2제국(1852-1870)을 상대로 신속하고 결정적인 승리를 거둔 북독일 연방의 군대를 이끌었다. 1870년 9월 1일, 세단 전투 이후, 9월 4일, 공화당의 쿠데타가 일어나게 되었고, 1870년 9월 4일-1871년 2월 13일, 게레르가 가장 큰 전쟁이라고 선언한 국방 정부가 수립되었다. 1870년 9월부터 1871년 5월까지 프랑스 육군은 몰트케(장로군)와 대치하여 다리, 철도, 전신, 기타 기반시설을 파괴했다. 1871년 11월 2일, 공화국군은 950,200명으로 늘어났다. 경험이 부족하고, 훈련도 부족하고, 장교와 포병의 부족에도 불구하고, 새로운 군대의 규모는 몰트케 (장로군)가 그들을 상대하기 위해 큰 군대를 우회하도록 강요하는 한편, 여전히 파리를 포위하고, 후방의 프랑스 수비대를 고립시키고, 프랑-타이어 (비정규 군사)로부터 통신선을 지키도록 했다.

### 국민전쟁(Volkskrieg)
독일군은 제2제국의 군대를 우세한 수적으로 격파하고 전세가 역전된 것을 발견했다. 그들의 우수한 훈련과 조직만이 파리를 점령하고 평화 조건을 결정할 수 있었다. 프랑-타이어러의 공격으로 110,000명의 병력이 철도와 다리를 지키게 되었고, 이는 프로이센의 인력자원에 큰 부담을 주었다. 왕조가 끝날 무렵, 소규모의 직업군인들이 도시나 지방을 정복하기 위해 전쟁에 나갔다가 겨울 숙소를 찾거나 평화를 이루던 시대는 지났다. 오늘날의 전쟁은 전 국민을 무장시켰다. 국가의 모든 재정자원은 군사목적에 충당된다.
그는 이미 1867년에 프랑스의 애국심이 그들이 최고의 노력을 하고 모든 국가 자원을 사용하도록 이끌 것이라고 썼다. 1870년의 빠른 승리로 몰트케는 자신이 잘못 알고 있다는 희망을 갖게 되었지만, 12월에 그는 프로이센 육군의 규모가 100개의 예비군 대대로 늘어나자 남쪽으로 전쟁을 치르면서 프랑스 국민에 대한 말살 작전을 계획했다. 몰트케는 프랑스군이 보유하고 있던 남은 자원을 파리가 함락된 후 독일 민간 당국의 항의에 맞서 파괴하거나 점령하고자 했다.

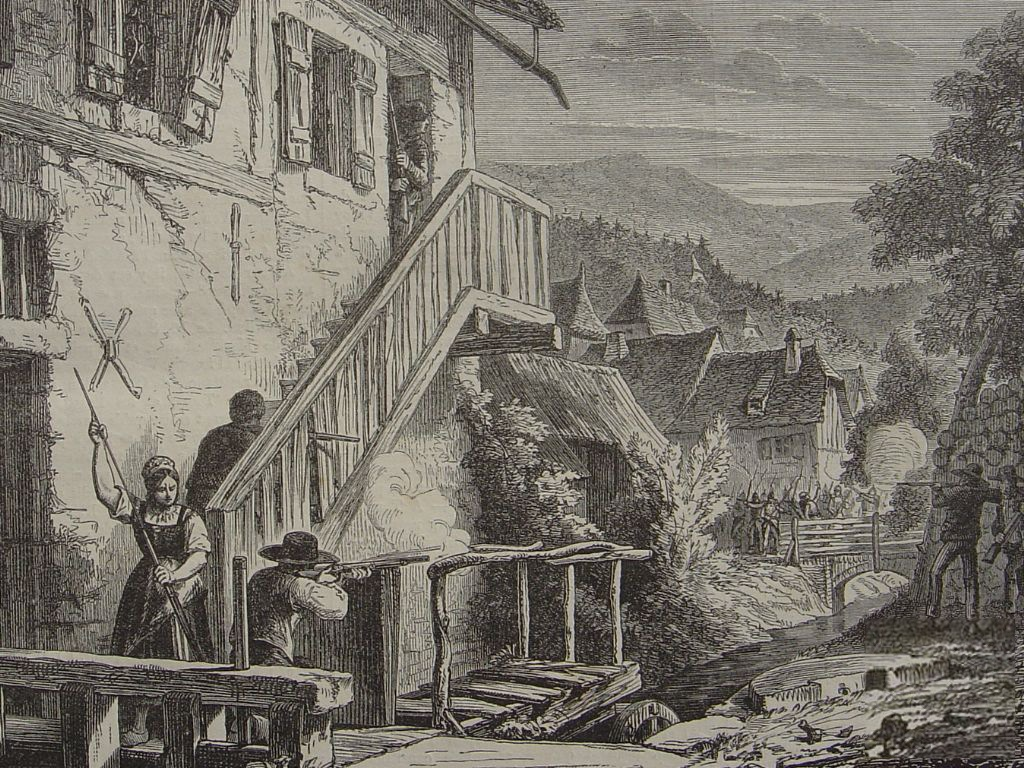
프랑스-프로이센 전쟁 동안 보주 지역 의용병

콜마르 폰 데어 골츠 (1843-1916)와 다른 군사 사상가들, 예를 들어 1870년 가을 루아르 계곡에서 벌어진 인민전쟁 (1870년 가을, 1893-1899년)과 1892년 가을 데어펜디엔스트에서 벌어진 게오르크 폰 비더른 (Georg von Widdern)은 1892년 전쟁의 주류라고 불렀다.프리드리히 폰 베른하르디 (1849–1930)와 위고 폰 프레이타그-로링호벤 (1855–1924)과 같은 작가들은 환상이다. 그들은 프랑스 공화국의 즉흥적인 군대에 대한 긴 전쟁, 1870-1871년 겨울의 우유부단한 전투, 그리고 통신선에서 프랑-타이어르에 대한 클링크리에그를 현대 전쟁의 더 나은 예로 보았다. 회니그와 비더른은 폴크스크리에의 낡은 관념을 무장한 국가들에 의해 싸운 산업화된 국가들 사이의 전쟁에 대한 새로운 감각과 결합시켰고, 독일의 실패를 언급함으로써 프랑스의 성공을 설명하는 경향이 있었으며, 이는 근본적인 개혁이 불필요하다는 것을 암시했다.
1877년 레온 감베타와 루아르 군대, 1874년 레온 감베타와 그의 군대, 1877년 레온 감베타에서, 골츠는 독일이 예비역 장교와 육군의 훈련을 개선함으로써, 아펜디엔의 보급의 효율성을 증가시키기 위해 레온 감베타가 사용하는 아이디어를 채택해야 한다고 썼다.골츠는 모든 신체 건강한 남자의 징병과 복무 기간을 2년으로 단축하는 것을 지지했다. 대중군은 급진적이고 민주적인 인민군의 출현을 피하기 위해 즉흥적인 프랑스군을 모델로 한 군대와 경쟁하고 위에서 통제될 수 있었다. 골츠는 1914년까지 다른 출판물들, 특히 Das Volk in Waffen (1803년)에서 주제를 유지했고, 1902년부터 1907년까지 군단장으로서 자신의 생각을 구현하기 위해 자신의 지위를 이용했다.

## 서막

### 몰트케 장군(Moltke)

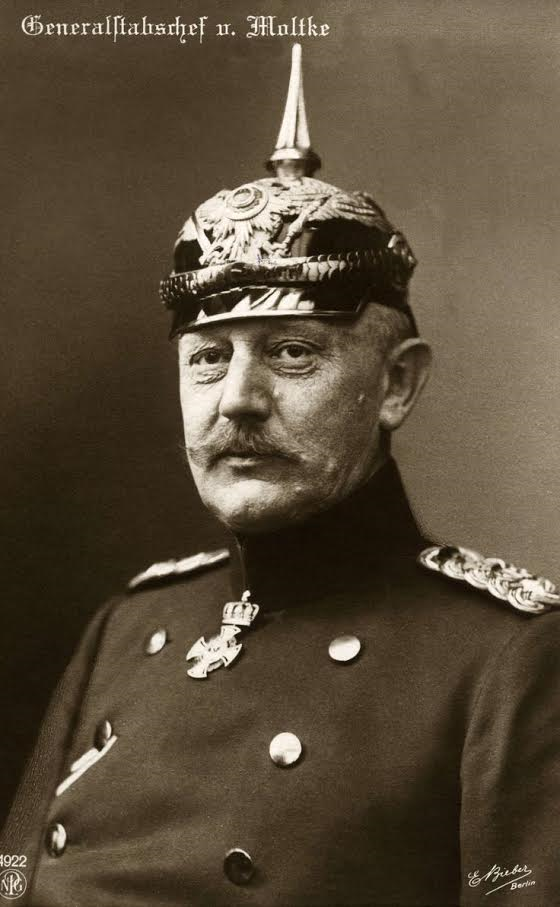
소(小) 몰트케 장군

1906년 1월 1일, 소헬무트 폰 몰트케는 슐리펜에서 독일군 참모총장으로 취임했다. 독일의 의도에 대한 프랑스군의 지식은 비록 독일이 승리하더라도 탈진 전쟁인 에르마퉁스크리에그(Ermattungskrieg)로 이어질 수 있는 포위망을 피하기 위해 후퇴하도록 유도할 수 있었다. 프랑스군이 1870년에 비해 6배나 더 큰 규모였기 때문에, 국경에서 패배한 생존자들은 독일군의 추격에 맞서 파리와 리옹에서 대항하는 측면 공격을 할 수 있었다. 자신의 의심에도 불구하고, 몰트케는 국제 힘의 균형에 변화가 있었기 때문에 큰 포위 전술의 개념을 유지했다. 러일 전쟁 (1904–1905)에서 일본의 승리는 러시아군과 차르국가를 약화시켰고, 프랑스에 대한 공격 전략을 한동안 더 현실적으로 만들었다. 1910년까지 러시아의 재무장, 육군 개혁, 전략 예비군 창설을 포함한 재편성은 1905년 이전보다 더 강력한 군대를 만들었다. 폴란드 의회의 철도 건설은 동원 시간을 단축시켰고, 러시아에 의해 "전쟁 준비 기간"이 도입되었다.
러시아 개혁은 1906년에 비해 동원 시간을 절반으로 줄였고, 프랑스의 차관은 철도 건설에 사용되었으며, 독일 군사 정보부는 1912년에 시작될 계획이 1922년까지 10,000 km (6,200 mi)의 새 선로를 만들 것이라고 생각했다. 현대적이고, 비효율적인 장교들을 숙청하고, 군 규정을 개정한 기동 포병들은 러시아군의 전술적 능력을 향상시켰고, 철도 건물은 국경 지역에서 군대를 후퇴시킴으로써, 군대가 기습 공격에 덜 취약하게 만들고, 병력을 더 빠르게 이동시키고, 러시아군을 더 전략적으로 유연하게 만들 수 있었다. 전략 예비군으로부터 지원군을 지원받았다. 새로운 가능성으로 인해 러시아는 배치 계획의 수를 늘릴 수 있었고, 독일이 동부 전역에서 신속한 승리를 거두는 데 어려움을 더했다. 러시아에 대한 장기적이고 우유부단한 전쟁의 가능성은 프랑스와의 신속한 성공을 더욱 중요하게 만들었고, 이는 군대를 동부 배치에 사용할 수 있게 했다.
몰트케는 1905-06년 프랑스와의 전쟁에서 슐리펜이 스케치한 공세 개념에 상당한 변화를 주었다. 제8군단을 거느린 제6군과 제7군은 프랑스의 알자스-로렌 침공으로부터 방어하기 위해 공동 경계선을 따라 집결했다. 몰트케는 또한 네덜란드를 피하기 위해 우익(북쪽)의 군대에 의한 진군 경로를 변경했고, 네덜란드를 수출입의 유용한 경로로 유지했으며, 영국에게 작전 기지로서 그것을 부정했다. 벨기에를 통해서만 진격한다는 것은 독일군이 마스트리히트 주변의 철도 노선을 잃고, 폭 19km(12마일)의 틈새로 제1군과 제2군의 60만 명을 압박해야 한다는 것을 의미했다. 1908년, 총참모부는 동원 11일째 되는 날 쿠데타로 리에주 요새와 철도 분기점을 점령하는 계획을 고안했다. 이후 변경으로 인해 5일째로 허용된 시간이 줄어들었고, 이는 공격 부대가 동원 명령이 내려진 후 몇 시간 후에 움직여야 한다는 것을 의미했다.

### 국경 전투 (Battle of the Frontiers)
독일이 전쟁을 선포했을 때, 프랑스는 5번의 공격으로 계획 17을 실행했다. 독일군의 배치 계획인 아우프마르슈 2세는 독일군을 독일-벨기에 국경으로 집중시켰다. 독일군은 프랑스-독일 국경의 요새 북쪽에 있는 프랑스군과 결정적인 전투를 벌이기 위해 벨기에로 진격했다. 계획 17은 알자스-로렌과 벨기에 남부에 대한 공세였다. 알자스-로렌에 대한 프랑스의 공격은 예상보다 더 큰 손실을 초래했는데, 프랑스 군사 이론에서 요구하는 포병-보병 협력은 "공세 정신"을 수용했음에도 불구하고 불충분하다는 것이 증명되었기 때문이다. 벨기에 남부와 룩셈부르크에서 프랑스군의 공격은 정찰이나 포병 지원을 무시한 채 행해졌고, 독일 북부군의 서쪽 기동을 막지 못한 채 피비린내 나는 격퇴를 당했다.
며칠 지나지 않아 프랑스군은 대가의 패배를 당했고, 살아남은 자들은 원래 있던 곳으로 돌아갔다. 독일군은 벨기에와 프랑스 북부를 거쳐 벨기에, 영국, 프랑스군을 추격했다. 북부에서 공격한 독일군은 파리에서 북동쪽으로 30km 떨어진 지역에 도달했지만 연합군을 함정에 빠뜨려 결정적인 전투를 벌이지는 못했다. 조프레는 프랑스 철도를 이용해 후퇴하는 군대를 이동시키고, 마르네 강과 파리 요새의 후방으로 집결시켜 독일군이 추격할 수 있는 속도보다 더 빨랐다. 프랑스는 제1차 마르네 전투에서 영국군의 도움을 받아 반격으로 흔들리는 독일군의 진격을 물리쳤다. 몰트케(Moltke)는 아우프마르슈 1세의 공세 전략(프랑스에 대한 모든 독일군의 배치가 이루어진 고립된 프랑스-독일 전쟁의 계획)을 아우프마르슈 2세의 불충분한 서부 배치(서부에 집결된 군대의 80%만)에 적용하려고 시도했다. 2014년에 테렌스 홈즈는 이렇게 썼다.
몰트케는 슐리펜 계획의 궤적을 따랐지만, 슐리펜의 군대가 이 선들을 따라 더 나아가기 위해 필요했을 것이라는 것이 고통스러울 정도로 명백했다. 센 강 하류를 가로질러 진군할 힘과 지원이 부족했기 때문에, 그의 우익은 파리 요새의 동쪽에 노출된 위치에 놓이게 되어, 확실한 위험이 되었다.

## 역사

### 전간기

#### 제 1차 세계 대전
1919년 제2차 세계 대전 당시 육군참모총사령부의 육군참모총장(전쟁사과)에서 제2차 세계 대전이 발발했다. 베르사유 조약에 의해 참모부가 폐지되었을 때, 약 80명의 역사가들이 포츠담에 있는 새로운 국가기록원으로 옮겨졌다. 국가기록원 의장으로서 한스 폰 해프턴 장군은 이 프로젝트를 이끌었고 1920년부터 민간 역사 위원회에 의해 감독되었다.
1925년부터 1944년까지 출판된 14권의 서사 역사서(일명 벨트크리그베르크)를 라이히샤르키브 역사학자들이 제작했으며, 이는 전쟁에 대한 독일 기록들을 자유롭게 열람할 수 있는 유일한 자료가 되었다.
1920년부터 1914년 제1군 참모총장이었던 헤르만 폰 쿨(Hermann von Kuhl)과 1920년 제2차 세계 대전의 준비와 지휘에서 독일 총참모부(Der Dutchführung des Weltkrieges, 1920년 제1차 세계 대전의 준비와 지휘에서 독일 총참모부)가, 1921년 마르네츠펠트(Marnezfeldug, 1921년)가 콜론(Mar-Colon)가 쓴 반공작전이 있다.슐리펜 백작과 1925년 세계 대전 중 그라프 슐리펜의 저자인 빌헬름 그로너(Wilhelm Groener)는 1914년 오베르스테 헤레슬레이퉁 철도 부문 책임자로, 《오페라티베》를 출판했다.1929년 제1차 세계 대전 당시 OHL 작전부장이었던 게르하르트 타펜은 1914년 비슈르 마르네를 출판했다. 작가들은 1905년~1906년 슐리펜 비망록을 틀림없는 청사진이라고 불렀고, 1914년 8월 서부 전쟁이 거의 승리할 것이라는 것을 보증하기 위해 몰트케가 해야 했던 모든 것이 실행되었다고 말했다. 작가들은 몰트케가 우파를 희생시켜 좌익의 병력을 증가시키려는 계획을 변경했다고 비난했고, 이는 프랑스군을 결정적으로 패배시키는 원인이 되었다. 1945년까지 공식 역사학자들은 또한 두 개의 대중 역사 시리즈를 출판했지만, 4월에 포츠담에 있는 라이히스크리츠 스케줄 건물이 폭격을 당했고, 관료 국가의 전쟁을 연구하는 역사학자들이 보통 이용할 수 있는 전쟁 일지, 명령, 계획, 지도, 상황 보고서, 전보가 거의 모두 파괴되었다.

#### 한스 델브뤼크(Hans Delbrück)
델브뤼크는 전후 저술에서 독일 총참모부가 올바른 전쟁 계획을 제대로 따르지 못한 것이 아니라 잘못된 전쟁 계획을 사용했다고 주장했다. 독일군은 1870년대와 1880년대에 몰트케가 세운 계획에 따라 서쪽에서 방어하고 동쪽에서 공격했어야 했다. 벨기에의 중립이 깨질 필요는 없었고, 서부에서 결정적인 승리를 거두는 것은 불가능했고, 시도할 가치가 없었기 때문에 협상된 평화는 달성될 수 있었다. 전쟁 전의 전략가처럼, 이것은 델브뤼크와 전 총참모부의 공식 및 반관반관식 역사학자들 사이의 오랜 교류가 이어졌다. 이 전쟁은 독일의 가장 강력한 적국인 프랑스와 영국에 대항해서만 승리할 수 있었다. 델브뤼크와 슐리펜 사이의 논쟁은 1920년대와 1930년대에 걸쳐 계속되었다.

### 1940년대 – 1990

#### 게르하르트 리터(Gerhard Ritter)
몰트케는 빠른 승리와 폭스크라이에서 독일의 승리에 대한 비관주의의 전략적 난제를 해결하기 위해 에르마퉁스 전략에 의지했다. 공격 전략으로 결정적인 승리를 거두었다. 슐리펜 계획(1956년, 트랜스)에서. 1958년 리터는 슐리펜 비망록을 출판하고 슐리펜이 만족하기 전에 필요한 6가지 초안을 기술하여, 두 전선에서 예상되는 전쟁에서 승리하는 방법을 찾는 데 어려움을 겪었고, 그 과정 후반까지 슐리펜은 군대를 어떻게 배치해야 하는지에 대해 의구심을 가지고 있었다. 군대의 포위는 프랑스군의 파괴와 같은 목적을 위한 수단이었고, 이 계획은 당시의 군사적 현실의 맥락에서 보여져야 했다.

#### 마르틴 반 크레펠트(Martin van Creveld)
1980년 마르틴 반 크레벨트는 슐리펜 계획의 실제적인 측면에 대한 연구는 정보의 부족 때문에 어렵다고 결론지었다. 벨기에를 통과하는 열차의 양 및 적재량, 철도역 수리 상태, 최전방 부대에 도달한 보급품에 대한 데이터 등 시간과 장소에서 식량과 탄약의 소비량은 알려지지 않았다. 크레벨트는 슐리펜이 그러한 작전이 비현실적이라고 결론짓기보다는 공급 문제에 거의 관심을 기울이지 않고 어려움을 이해하면서도 운에 의존했다고 생각했다. 슐리펜은 벨기에에서 일어난 철도 파괴를 예견할 수 있었고, 1914년에 최악의 지연을 야기한 철도 파괴들 중 일부를 명명했다. 슐리펜은 군대가 그 땅에서 살아갈 수 있다는 가정이 정당화되었다고 주장했다. 몰트케(Moltke) 휘하에서는 독일 전쟁 계획, 연구, 훈련의 부족한 보급 문제를 해결하기 위해 많은 노력을 기울였다. 몰트케는 1914년 캠페인에 매우 귀중한 자동차 운송 회사들을 소개하였다.
크레벨트는 1914년 독일군의 침공이 북부로부터의 침략 시도의 본질적인 어려움을 넘어 성공했다고 썼다. 땅은 비옥했고, 수확할 식량이 많았으며, 철도의 파괴는 예상보다 심각했지만, 1, 2군 지역에서는 훨씬 적었다. 철도로 수송되는 물자의 양은 수량화할 수 없지만, 군대를 먹여 살릴 수 있는 전선에 충분히 도달했다. 3개 군이 1개 노선을 공유해야 하는 상황에서도, 하루에 6개의 열차가 도착하여 최소한의 요구 사항을 충족시켜야 했다. 가장 어려운 문제는 군대와 충분히 가까이 있을 수 있을 만큼 철도 선두를 빠르게 전진시키는 것이었다. 마르네 전투 당시 독일군은 1개 군을 제외하고는 모두 철책에서 너무 멀리 진격했다. 이 전투에서 승리했더라면 제1군 지역에서만 철도를 신속하게 수리할 수 있었을 것이고, 더 먼 동쪽의 군대는 보급할 수 없었을 것이다.
독일군 수송대는 1908년에 재편성되었지만 1914년에 전선 보급탑 후방 지역에서 작전하는 수송부대는 실패했고, 몰트케가 도로당 1개 이상의 군단을 동원하여 처음부터 무질서하게 된 문제는 결코 해결되지 않았지만, 크레벨트는 그럼에도 불구하고, 행군 보병의 속도는 여전히 유지될 것이라고 썼다.도로 공간이 더 많았더라면 말 탄 보급 차량을 앞질렀을 것이다; 오직 자동차 수송 부대만이 진격을 계속했다. 크레벨트는 부족과 "배고픈 날들"에도 불구하고 보급 실패가 마르네 강에서의 독일군의 패배를 야기하지 않았고, 식량은 징발되었고, 말은 죽임을 당했으며, 충분한 탄약은 보급품 부족으로 인해 어떤 부대도 교전을 잃지 않았다고 결론지었다. 크레벨트는 또한 프랑스군이 마르네 강에서 패배했다면, 철도의 뒤처짐, 식량 부족, 그리고 완전히 지친 상태로 인해 많은 추격을 막을 수 있었을 것이라고 썼다. 슐리펜은 보급 문제에 대해 "타조처럼" 행동했고 몰트케는 에타펜디엔스트(독일군 보급 시스템)의 많은 결함을 해결했지만, 즉흥적인 행동만이 독일군을 마르네까지 데려갔다.

#### 존 키건(John Keegan)
1998년 존 키건은 슐리펜이 프랑스 내륙에서 프로이센-프랑스 전쟁의 국경 승리를 반복하기를 원했지만, 그 전쟁 이후 요새 건설은 프랑스를 공격하기 어렵게 만들었다고 썼다. 군단은 29km(18마일)의 도로를 점령했고 32km(20마일)는 하루 행군의 한계였다. 도로가 많아지면 기둥이 작아지지만 평행한 도로는 1~2km(0.62~1.24마일)밖에 떨어져 있지 않았고, 30개 군단이 300km(190마일) 전선에서 전진하면서 각 군단의 너비는 약 10km(6.2마일)로 7개 군단을 포함할 수 있었다. 이 도로의 수는 행군 종대의 끝이 하루가 끝날 때까지 머리에 도달하기에 충분하지 않았고, 이 물리적 한계는 우익에 병력을 추가하는 것이 무의미하다는 것을 의미했다.
슐리펜은 현실적이었고, 이 계획은 수학적, 지리적 현실을 반영했다. 슐리펜은 플랑드르와 프랑스 북부의 지도를 뒤적여 독일군의 우익이 6주 이내에 도착할 수 있을 만큼 빠르게 이동할 수 있는 경로를 찾아냈다. 슐리펜은 지휘관들은 전진을 멈추지 않고, 지나가는 요새나 통신선을 방어하기 위해 병력을 분리해서는 안 되지만, 철도를 지키고, 도시를 점령하고, 영국의 개입이나 프랑스의 반격과 같은 만일의 사태에 대비해야 한다고 썼다. 만약 프랑스군이 프랑스가 요새화된 "거대한 요새"로 후퇴한다면, 전쟁은 끝이 없을 것이다.
슐리펜은 또한 훈련되지 않은 예비군들과 나이 이상의 예비군들을 이용하여 25% 더 큰 군대 (우익과 함께 또는 뒤로 진격하는 것)를 지지했다. 추가 군단은 철도로 우익으로 이동했지만, 철도 수송은 철도로 제한되었고, 철도는 프랑스, 벨기에와의 독일 국경까지만 이동했고, 이후 독일군은 걸어서 진격해야 했다. 추가 군단은 이미 병력으로 가득 찬 도로를 따라 기존 군단보다 더 멀리, 더 빠르게 이동하면서 파리에 나타났다. 키건은 이것이 논리적으로 막다른 골목에 부딪혀 무너지는 계획과 비슷하다고 썼다. 철도는 군대를 오른쪽 측면으로 데려왔고, 프랑스-벨기에 간 도로망은 6주째에 파리에 도착하기에 충분했지만, 프랑스군을 결정적으로 격파하기에는 너무 적은 숫자였다. 200,000명의 병력이 더 필요했고, 슐리펜의 신속한 승리에 대한 계획은 근본적으로 결함이 있었다.

### 1990년대 - 현재

#### 독일 재통일
1990년대, 독일 민주 공화국이 해체된 후, 1945년 포츠담 폭격에서 살아남은 일부 대참모 기록들이 발견되었고, 독일의 소련 군사 당국에 의해 압수되었다. 독일 연방기록원(독일 연방기록원)에는 약 3,000여 개의 파일과 50여 개의 문서가 넘겨졌는데, 여기에는 국가기록원 역사학자, 사업문서, 연구노트, 연구보고서, 현장보고서, 원고 초안, 갤리 증명서, 문서 사본, 신문 스크랩, 기타 논문 등이 들어 있었다. 이 책은 데르 웰트크리그가 "일반적으로 정확하고, 학문적으로 엄격하며, 군사 작전에 대한 간단한 설명"이라는 것을 보여준다. 6권은 전쟁 초기 151일을 3,255페이지(시리즈의 40%)로 다루고 있다. 제1권은 독일의 전쟁 계획이 실패한 이유와 누구의 책임인지 설명하려고 시도했다.
2002년, RH 61/v.96에 따르면, 1893년부터 1914년까지의 독일 전쟁 계획의 요약이 1930년대 후반부터 1940년대 초반까지 쓰여진 기록에서 발견되었다. 요약본은 마르네 원정에 관한 웰트크리그의 개정판을 위한 것이었으며, 일반에게 공개되었다. 전쟁 전의 독일 총참모부 전쟁 계획과 다른 기록들에 대한 연구는 독일 전쟁 계획의 개요를 처음으로 가능하게 했고, 많은 추측들이 틀렸다는 것을 증명했다. 슐리펜의 모든 전쟁 계획이 공격적이었다는 추론은 전술적 문제에 대한 그의 글과 연설의 외삽에서 나왔다.
슐리펜의 1901년 제너럴 탭스 라이즈 오스트 (동부 전쟁 게임)에 대한 생각에서] 또는 다른 어느 곳에서든 2개 전선 전쟁의 경우 벨기에를 통한 전략적 공격을 지시하는 슐리펜 신조에 대한 증거는 없다. 슐리펜이 공세를 취하려는 의지로 긍정적으로 유명하기 때문에 그것은 다소 대담한 발언으로 보일 수 있다. 적의 측면과 후방을 공격한다는 생각은 그의 군사 저술에서 끊임없이 언급되고 있다. 그러나 우리는 그가 반격을 의미할 때 공격을 매우 자주 언급한다는 것을 알아야 한다. 메츠와 스트라스부르 사이의 프랑스 공세에 대한 독일의 적절한 대응에 대해 논의하면서, 그는 침략군을 국경 지대로 몰아내지 말고, 독일 영토에서 섬멸해야 한다고 주장했다.적의 측면과 후방을 공격한다." 우리가 그 공식을 접할 때마다 우리는 맥락에 주목해야 하는데, 이는 쉴리펜이 방어 전략의 틀에서 반격에 대해 이야기하고 있음을 자주 드러낸다.

#### 로버트 폴리(Robert Foley)
2005년 로버트 폴리(Robert Foley)는 슐리펜과 몰트케(Moltke)가 최근 마틴 키친(Martin Kitchen)에 의해 심하게 비판받았다고 썼다. 아르덴 부콜츠는 몰트케가 1906년부터 1911년까지 방어 정책을 갖지 못하게 한 전쟁 계획을 이해하는 데 너무 훈련되지 않고 미숙하다고 말했다. 폴리는 슐리펜과 몰트케가 베르니히퉁스 전략을 그들의 계획의 기초로 삼아야 할 충분한 이유가 있다고 썼다. 슐리펜은 짧은 전쟁에서만 승리할 수 있으며, 잠재적인 적들보다 작전적으로 우위에 서게 함으로써 베르니히퉁스 전략이 작동할 수 있다고 확신했다. 1904년~1905년 러시아군의 예상치 못한 약화와 현대 전쟁 수행의 무능함이 오랫동안 지속되어 짧은 전쟁이 다시 가능해졌다. 프랑스군은 방어 전략을 가지고 있었기 때문에, 독일군은 주도권을 잡고 프랑스를 침공해야 했고, 이는 프랑스 국경 요새가 측면보다 앞서는 전쟁 게임으로 실현 가능한 것으로 나타났다.
몰트케는 슐리펜이 예상했던 것보다 훨씬 짧은 기간 동안 러시아의 군사력을 약화시켰다는 것을 알게 된 후, 공세 계획을 계속했다. 1910년에 시작된 러시아 군사력의 실질적인 부흥은 1922년까지 확실히 성숙해져서 차르군을 이길 수 없게 만들었다. 짧은 동부 전쟁의 가능성과 증가하는 러시아 군사력의 확장은 몰트케가 러시아 동원이 완료되기 전에 빠른 승리를 위해 서쪽을 바라봐야 한다는 것을 의미했다. 스피드는 공격 전략을 의미했고, 프랑스군에게 패배를 강요할 가능성에 대해 의구심을 갖게 했다. 프랑스 요새 지역에서 수렁에 빠지는 것을 피할 수 있는 유일한 방법은 독일군이 베베궁스크리에그(기동전)를 계속 연습할 수 있는 개방적인 전투가 가능한 지역으로 측면으로 이동하는 것이었다. 몰트케는 1914년 6월 28일 프란츠 페르디난트 대공의 암살 사건을 빌미로 프랑스에 대한 베르니히통스의 전략을 시도했다.

#### 테렌스 홈스(Terence Holmes)
2013년, 홈즈는 슐리펜 계획에 대한 자신의 생각과 그에 대한 논쟁에 대한 요약을 슐리펜 계획에 게재했다. 그는 슐리펜 계획이 6주 안에 결정적인 승리를 거두기 위한 대공세를 위한 것이라고 사람들이 믿었다고 썼다. 러시아군은 제지당했고, 서쪽에서 철도로 돌진하는 지원군으로 패배했다. 홈즈는 슐리펜이 프랑스로 거대한 우익 측면 전진을 계획했다는 것을 보여주는 출처를 제공한 사람은 아무도 없다고 썼다. 1905년 각서는 러시아가 참여할 수 없는 프랑스와의 전쟁을 위한 것이었다. 슐리펜은 1904년 2대의 일반 병력에 대한 공격과 1905년 ~ 06년, 1906년 ~ 07년 배치 계획에서 모든 독일군이 프랑스군과 싸운 것에 대해 생각했다. 슐리펜은 이러한 공세가 2개 전선에서의 승리를 보장할 것이라고 생각하는 일반적인 견해는 틀렸다. 슐리펜은 1905년 12월 마지막 연습 비판에서 독일이 프랑스와 러시아에 대해 수적으로 너무 열세일 것이라고 썼다.
1914년 몰트케는 슐리펜 비망록에 명시된 48+1-2 군단이 아닌 34개 군단으로 벨기에와 프랑스를 공격했다. 전후 6주간의 시간표는 1914년 5월 몰트케가 "작전 개시로부터 6주 안에" 프랑스군을 격파하고 싶다고 말한 것에서 유래되었다. 마감일은 슐리펜 비망록에 나타나지 않았고, 홈즈는 슐리펜이 프랑스와 러시아와의 전쟁에서 기다리기에 6주가 너무 길다고 생각했을 것이라고 썼다. 슐리펜은 독일군이 "적군이 그의 방어 성벽 뒤에서 나타나기를 기다려야 한다"고 썼고, 1901년 서쪽의 참모부대에서 시험한 반격으로 프랑스군을 물리칠 작정이었다. 독일군은 서부에 집중했고 프랑스군은 벨기에를 거쳐 독일로 진격했다. 독일군은 벨기에 국경 근처의 라인 강 좌안에 엄청난 반격을 가했다. 러시아군에 대한 반격을 위해 9개 군단이 33일째에 동부 전선으로 급파되었다. 1905년에도 슐리펜은 러시아군이 28일 만에 동원할 수 있고, 독일이 프랑스를 통과하는 산책로는 달성할 수 없는 프랑스군을 물리칠 수 있는 시간이 3주밖에 없다고 생각했다.
프랑스는 러시아와의 조약에 따라 가능한 한 빨리 독일을 공격하도록 요구받았지만, 독일군이 벨기에의 주권을 침해한 후에야 벨기에로 진격할 수 있었다. 조프레는 독일군이 먼저 벨기에를 침공하지 않았다면 1914년에 이어졌을 벨기에 영토를 피할 수 있는 공세 계획을 고안해야 했다. 이 만일의 사태에 대비해 조프레는 8월 14일 프랑스군 5개 중 3개(프랑스 제1선 부대의 약 60%)가 로렌을 침공하여 사르부르에서 자르브뤼켄으로 가는 강에 도달할 계획을 세웠다. 독일군은 프랑스군을 섬멸하기 위해 요새 지역에서 포위 작전을 시도했고, 프랑스군은 프랑스군에 맞서 방어했다. 조프레는 위험을 이해했지만, 독일군이 방어 전략을 사용했다면 선택의 여지가 없었을 것이다. 조프레는 프랑스 제1군, 제2군, 제4군을 상대로 포위전을 벌일 위험을 감수해야 했다. 1904년 슐리펜은 독일 요새 구역이 피난처가 아니라 기습적인 반격을 위한 도약점이라고 강조했다. 1914년, 프랑스군은 파리 요새에서 독일군을 기습 공격했다.

#### 홈즈-주버 논쟁
주버는 슐리펜 비망록이 일선 전쟁에서 프랑스를 공격하려는 계획의 "대략 초안"이라고 썼는데, 메모가 입력되지 않았고, 슐리펜의 가족과 함께 저장되었고, 존재하지 않는 부대의 사용을 구상했기 때문에 작전 계획이라고 볼 수 없었다. 이 "계획"은 전쟁 후에 발표되지 않았고, 몰트케가 공세의 목표를 적절하게 선택하고 유지하지 못했기 때문에 망쳤다. 주버는 독일이 프랑스, 러시아와 전쟁을 치르게 된다면 진정한 슐리펜 계획은 방어적인 반격을 위한 것이라고 썼다. 홈즈는 슐리펜이 그의 사고 실험과 아우프마르슈 1세 서부에서 48+1/2 군단 (전선 병력 136만 명)이 프랑스와의 결정적인 전투에서 승리하거나 전략적으로 중요한 영토를 차지하는데 필요한 최소한의 병력이라는 것을 증명했다는 그의 분석에 주버를 지지했다. 홈즈는 몰트케가 34개 군단(97만 명의 최전방 부대)을 동원하여 두 가지 목표를 모두 달성하려 한 이유를 물었다.
1914년 프랑스군의 퇴각으로 독일군은 결정적인 전투를 치르지 못했고, 베르됭 요새화 지역(베르둔 요새화 지역)에서 마르네 강을 따라 레기옹 요새화 지역(파리 요새화 지역)까지 "2차 요새화 지역"을 돌파했다. 만약 이 "2차 요새화 지역"이 첫 번째 전투에서 오버런할 수 없다면, 프랑스는 야전 요새로 이 지역을 강화할 수 있을 것이다. 독일군은 다음 작전의 시작 단계에서 강화된 방어선을 돌파해야 했고, 이는 비용이 훨씬 더 많이 들 것이다.
1914년 독일군의 공세는 프랑스군이 결정적인 전투를 거부하고 "2차 요새화 지역"으로 후퇴했기 때문에 실패했다. 독일의 영토 증가는 제1차 마르네 전투 (9월 5일 ~ 12일)에서 프랑스-영국의 제1군 (알렉산더 폰 클룩 장군)과 제2군 (칼 폰 불로 장군)에 대한 반격으로 반전되었다.

### 여파

#### 분석
2001년, 휴 스트라찬은 많은 전문 군인들이 긴 전쟁을 예상했기 때문에 1914년에 군대가 짧은 전쟁을 예상하며 행군했다는 것은 진부한 표현이라고 썼다. 낙관주의는 지휘의 요건이며, 전쟁이 빠르고 승리의 승리로 이어질 수 있다는 믿음을 표현하는 것은 평화시 군인으로서의 경력의 필수적인 측면이 될 수 있다. 몰트케(젊은이)는 유럽 대전의 본질에 대해 현실적이었지만, 이는 직업적 지혜에 부합했다. 몰트케(장로)는 1890년 라이히스타그에 대한 예언에서 유럽 연합이 1866년과 1871년의 성공을 반복하는 것을 불가능하게 만들고 7년 또는 30년의 전쟁을 예상했다는 것이 옳다는 것을 증명했다. 보편적 군 복무는 국가가 인적 자원과 생산적 자원을 최대한 활용할 수 있게 해주었지만, 전쟁이 일어날 수 있는 원인을 제한하기도 했다. 사회 다윈주의 수사학은 항복의 가능성을 멀리했다. 국가를 동원하고 동기를 부여한 국가들은 계속하기 위해 수단을 다 쓸 때까지 싸울 것이다.
1871년 이래로 화력 혁명이 일어났는데, 역장전 무기, 속사포, 그리고 철조망과 야전 요새의 사용으로 화력 증가의 효과를 피했다. 정면 공격에 의한 신속한 진격의 가능성은 희박했다. 1895년 독일 육군의 사중대장 에른스트 쾨프케는 낭시를 지나 프랑스를 침공하면 빠르고 결정적인 승리를 거두지 못한 채 공성전으로 바뀔 것이라고 썼다. 작전 포위에 대한 강조는 전술적 교착 상태에 대한 지식에서 비롯되었다. 독일군의 문제는 오랜 전쟁이 패배를 의미한다는 것이었다. 왜냐하면 적들의 연합일 가능성이 있는 프랑스, 러시아, 영국이 훨씬 더 강력했기 때문이다. 사회 질서의 기초가 된 반사회주의 기반으로서의 독일군의 역할은 또한 오랜 전쟁으로 인해 야기될 내부적인 긴장감을 걱정하게 만들었다.
슐리펜은 전략과 국가 정책 사이의 모순에 직면했고, 베르니히퉁 전략에 기초한 짧은 전쟁을 지지했다. 러일전쟁에서 최근 군사작전의 경험을 고려할 때 슐리펜은 국제무역과 국내 신용이 긴 전쟁을 견딜 수 없다는 가정에 의존했고, 이 튜토리얼은 베르니히퉁의 전략을 정당화했다. 군사적인 고려뿐만 아니라 경제, 정치, 전쟁에 대한 포괄적인 접근인 그랜드 전략은 (경쟁국의 일반 참모들 사이였듯이) 대공 참모의 능력 밖이었다. 몰트케(젊은이)는 슐리펜의 공격적 개념을 없앨 수 없다는 것을 알게 되었다. 몰트케는 자신이 없었고, 짧은 전쟁을 계획하는 한편, 민간 행정부에 긴 전쟁을 준비하라고 촉구했는데, 이는 그가 우유부단하다는 것을 사람들을 설득하는 데 성공했다.
1913년까지 몰트케(Moltke)는 650명의 병력으로 1870년보다 5배 더 큰 군대를 지휘했고, 지휘권 위임에 의존하여 철도 연비[56,000마일]를 두 배로 이동시켜 숫자와 공간의 증가와 결과를 얻는 데 사용할 수 있는 시간의 감소에 대처했다. 아우프트라그슈타크틱은 예상하지 못한 상황에 대응하기 위해 유연성을 희생하는 결정을 고정관념으로 이끌었고, 그것은 상대와 처음 접촉한 후에 점점 더 가능성이 높은 것이다. 몰트케는 프랑스가 슐리펜의 더 낙관적인 가정들을 따를 것이라고 의심했다. 1914년 5월 그는 "나는 내가 할 수 있는 것을 할 것이다. 1914년 7월 30일/31일 밤, 영국이 반독일 연합군에 가담하면 아무도 전쟁의 기간이나 결과를 예측할 수 없다고 말했다.
2009년, 다비드 슈타헬은 마르네 전투 이전에 독일 공세의 클로스비츠 정점(수비수의 힘이 공격자의 힘을 능가하는 이론적 분수령)이 발생했다고 썼다.식량 부족과 기진맥진했던 보급마들이 일주일 동안 탄약을 낭비하는 바람에 우익군의 탄약이 처참하게 부족해졌다. 슈타헬은 1914년 몰트케의 오프마르슈 2세 서부 작전에 대한 독일의 동시대 및 그 이후의 평가는 작전의 계획과 공급을 비판하지 않았으며, 이러한 작전의 실패는 독일군이 그들의 한계를 훨씬 넘어섰을 때 비참한 후속작이라고 썼다.1941년 바르바로사 작전에 투입되었다.
2015년 홀거 헤르비히는 독일 제국 해군, 외무부, 총리, 오스트리아-헝가리 제국군, 프로이센, 바이에른주 및 다른 독일 국가의 육군 사령부와 육군 배치 계획을 공유하지 않았다고 썼다. 총참모장 밖에서는 누구도 배치 계획의 문제점을 지적하거나 준비하지 못했다. "그 사실을 알고 있던 장군들은 몇 주 안에 빠른 승리를 거둘 것이라고 믿었다. 만약 그렇게 되지 않았다면 'B 계획'은 없었을 것이다."